# Брек, Джонатан
Джонатан Брек (англ. Jonathan Breck, родился 17 февраля 1965) — американский актёр, известный благодаря роли монстра в фильмах ужасов «Джиперс Криперс», «Джиперс Криперс 2» и Джиперс Криперс 3.

## Карьера
Начав карьеру в качестве театрального актёра, наибольшей известности Брек добился, сыграв демонического монстра в фильмах Виктора Сальвы «Джиперс Криперс». Кроме того, снялся в ряде фильмов и телесериалов: «Beat Boys, Beat Girls», «Good Advice», «Spiders», «I Married a Monster», «JAG», «Звёздный путь: Вояджер», «VIP», «Push».
В начале 2004 года Брек снял остросюжетный триллер «Dremland», действие которого происходит рядом с зоной 51 в Неваде. Картина вышла в 2005 году. Снялся в чёрной комедии «I Left Me», показанной на фестивале «Сандэнс» в 2005 году — в фильме Брек сыграл мужчину и его клона.
В данный момент продолжает работать в театре. Из последних работ стоит отметить постановку «The Evidence Room» для популярного в Лос-Анджелесе шоу «Peace Squad Goes 99».